# Erdbeben von Antiochia 115
Das Erdbeben von Antiochia im Jahr 115 ereignete sich am 13. Dezember 115. Es erreichte eine geschätzte Magnitude von 7,5 auf der Oberflächenwellen-Magnituden-Skala und eine geschätzte maximale Intensität von XI (Katastrophe) auf der Mercalliskala. Antiochia am Orontes und die umliegenden Gebiete wurden stark beschädigt. Es löste einen lokalen Tsunami aus, der den Hafen von Caesarea Maritima stark beschädigte. Der römische Kaiser Trajan und sein Nachfolger Hadrian wurden von dem Erdbeben erfasst. Während der Konsul Marcus Pedo Vergilianus bei dem Erdbeben getötet wurde, erlitten sie lediglich leichte Verletzungen und setzten später ein Programm für den Wiederaufbau der Stadt ein.

## Tektonik
Die Gegend um Antiochia liegt dicht an der komplexen Triple Junction zwischen dem nördlichen Ende der Totes-Meer-Transformation, der Transformstörung zwischen der Afrikanischen Platte und der Arabischen Platte, dem südwestlichen Ende der Ostanatolischen Verwerfung, der Transformationsgrenze zwischen der Anatolischen Platte und der Arabischen Platte und dem nordöstlichen Ende des Zypernbogens, der Grenze zwischen Anatolischer und Afrikanischer Platte. Die Stadt liegt im Antakya-Becken, das Teil des Amik-Beckens ist. Es ist gefüllt mit alluvialen Sedimenten aus dem Pliozän. Das Gebiet wurde in den letzten 2000 Jahren durch mehrere schwere Erdbeben erschüttert.
Die Grabenbildung am nördlichen Ende der Totes-Meer-Transformation deutet darauf hin, dass sich seit etwa 100 n. Chr. drei große Erdbeben entlang des Missyaf-Bereichs ereignet haben, wobei es sich bei dem frühesten um das Erdbeben von 115 handeln könnte.

## Schäden
Der Geschichtsschreiber Cassius Dio liefert in seiner Römischen Geschichte eine Beschreibung des Erdbebens. Er beschreibt, dass Antiochia zum Zeitpunkt des Erdbebens viele Zivilisten und Soldaten aus dem ganzen Reich beherbergte, da sich Trajan dort sein Winterquartier gesucht hatte. Das Erdbeben begann mit einem lauten Donnern, gefolgt von einer starken Erschütterung des Bodens. Ganze Bäume und Bewohner der Stadt wurden in die Luft geschleudert, was schwere Verletzungen verursachte. Viele Menschen wurden durch herabfallende Trümmer getötet, andere eingeschlossen. Die einige Tage später aufgetretenen Nachbeben töteten einige der Überlebenden, während Eingeschlossene verhungerten. Trajan konnte das Haus, in dem er sich befand, durch ein Fenster verlassen und erlitt nur leichte Verletzungen. Aufgrund der Gefahr von Nachbeben zog er mit seinem Gefolge auf das offene Hippodrom.
Die Stadt Apameia am Orontes wurde ebenfalls durch das Erdbeben zerstört und Beirut wurde stark beschädigt. Der durch das Erdbeben ausgelöste Tsunami erreichte die libanesische Küste, insbesondere Caesarea und Javne. Der Hafen von Caesarea wurde vermutlich durch den Tsunami zerstört. Diese Annahme wird durch die Datierung eines außerhalb des Hafens gefundenen halben Meter dicken Tsunamits gestützt.
Die Angabe von 260.000 Todesopfern ist unsicher, da sie nur in Werken der letzten hundert Jahre auftaucht.

## Nachwirkungen
Der Wiederaufbau von Antiochia wurde unter Trajan begonnen, jedoch erst unter Hadrian abgeschlossen. Trajan ließ am neuen Theater eine Kopie der Tyche-Statue von Eutychides errichten, um an den Wiederaufbau zu erinnern. Nahezu alle Mosaiken, die in Antiochia gefunden wurden, stammen aus der Zeit nach dem Erdbeben.